# Abraham Teerlink
Abraham Teerlink (Dordrecht, 5 de novembre de 1776 – Roma, 26 de maig de 1857 o bé juliol de 1857) fou un pintor i delineant d'Holanda del Sud del segle xix.

## Biografia i obra
Abraham Teerlink jr. va néixer en una família de classe mitjana, fill d'Abraham Teerlink sr. i de Johanna Smits. Després que mostrés interès en les arts, rebé ensenyament de Michiel Versteegh i més tard de J. Kelderman i Arie Lamme. Començà amb treballs de còpia d'artistes famosos (sota supervisió dels esmentats tutors), però esdevingué un pintor de paisatge, amb les seves pròpies composicions de paisatges sovint amb bestiar.
El 1807 va rebre el Prix de Rome com un dels tres millors pintors joves del Regne d'Holanda i per aquest motiu rebé també del rei Napoléon Louis Bonaparte un sou per viatjar i estudiar a París i Roma, on hi va anar durant dos anys. A París hi va passar un any i mig copiant i estudiant pintures del Louvre i l'Acadèmia sota supervisió del popular professor Jacques-Louis David, conjuntament amb el seu compatriota de Dordrecht, Leendert de Koningh. Llavors viatjà a Roma on hi va trobar feina el 1809 i hi romangué més temps del previst. Una vegada a l'estranger també va dedicar temps a la poesia en francès.
El 1810 s'instal·là de manera definitiva a Roma, encara que continuà participant en competicions artístiques al nord. El 1836 es casà amb l'artista Anna Muschi i el 1839 se li atorgà el grau de cavaller en l'Orde del Lleó Neerlandès del rei Guillem I dels Països Baixos. Teerlink mai no retornà als Països Baixos, però sí que proporcionà obres per a exposicions allà, de manera que hi guanyà un ampli reconeixement. A Roma es convertí en professor de belles arts. Fou nomenat membre honorífic de la Koninklijke Academie Voor Beeldende Kunsten Te Amsterdam (Acadèmia reial de belles arts d'Amsterdam) i d'unes quantes acadèmies de pintors italianes.

## Obres conegudes
- Cova de Neptú a Tívoli (en neerlandès, Grot van Neptunus te Tivoli)
- Vista de Camaldoli sobre les costes de Bajae i Misenum (1842; en neerlandès, Gezicht van Camaldoli op de kusten van Bajae, en Miseno)[2]
- Paisatge amb bestiar (en neerlandès, Landschap met vee), al Museu Teyler
- Paisatge de riu amb bestiar a l'alba (en neerlandès, Rivierlandschap met vee bij opkomende zon), al Museu Teyler[5]
- A Magdalena (en neerlandès, Eene Magdalena), després de Ticià[2]